# Thomas Anderson (botaniste)
Pour les articles homonymes, voir Thomas Anderson et Anderson.
Thomas Anderson est un biologiste et un botaniste britannique, né le 26 février 1832 à Édimbourg et mort le 26 octobre 1870 dans cette même ville.

## Biographie
Il obtient son titre de docteur en biologie en 1853. Il dirige le jardin botanique de Calcutta de 1861 à 1868. De retour en Grande-Bretagne, il s’installe à Aden où il étudie ses collections. Il fait paraître des publications dans le journal de la Linnean Society of London dont il est membre dès 1859. Il fait également paraître un Catalogue of Plants of Calcutta en 1865. Richard Henry Beddome (1830-1911) lui dédie l’espèce Strobilanthes andersonii.

## Source
- Ray Desmond (1994). Dictionary of British and Irish Botanists and Horticulturists including Plant Collectors, Flower Painters and Garden Designers. Taylor & Francis et The Natural History Museum (Londres).  (ISBN 0-85066-843-3)